# Gerador de vórtice
Gerador de vórtice é uma aerodinâmica consistindo de uma pequena pá ou ressalto que produz um vórtice. Geradores de vórtice podem ser encontrados em muitos dispositivos, mas o termo é mais frequentemente usado no projeto de aeronaves.